# Касерес, Блас
Блас Антонио Касерес Гарай (исп. Blas Antonio Cáceres Garay; 1 июля 1989 года, Итакуруби-де-ла-Кордильера) — парагвайский футболист, играющий на позиции полузащитника. Ныне выступает за парагвайский клуб «Хенераль Диас».

## Клубная карьера
Блас Касерес начинал свою карьеру футболиста в асунсьонской «Олимпии». С августа 2011 по конец 2012 года он на правах аренды выступал за другой столичный клуб «Гуарани», а в середине 2013 года был отдан в годичную аренду парагвайской команде «Соль де Америка». Клаусуру 2014 Блас Касерес отыграл за клуб «Хенераль Диас».
С начала 2015 года Касерес представлял «Серро Портеньо», а с начала 2016 года был отдан в аренду аргентинскому «Велес Сарсфилду». 29 февраля 2016 года он забил свой первый гол в аргентинской Примере, открыв счёт в домашней игре с «Химнасией» из Ла-Платы. В середине 2017 года Касерес перешёл в аргентинский «Патронато».